# 李方子 (南宋)
李方子（？—？），字公晦，号果斋，福建邵武人，南宋官員、經學家。

## 生平
嘉定七年(1214年)，中进士，任泉州观察推官。因真德秀被弹劾罢官。后返乡讲学，宣传朱熹学说。
著有《朱子年谱》、《禹贡解》、《传道精语》等。

## 传记文献
- 《宋史》卷四百三十 列传第一百八十九 道学四